# Erste Schlacht bei Polozk
Wilkomir – Grodno – Mir – Ekau – Riga – Mogiljow – Ostrowno – Kobrin – Kljastizy – Gorodeczno – Smolensk – Polozk I – Walutino – Borodino – Moschaisk – Tarutino – Malojaroslawez – Polozk II – Wjasma – Dorogobusch – Tschaschniki – Ljachowo – Smoljany – Kaidanow – Krasnoi – Borissow – Beresina
Die Erste Schlacht bei Polozk fand am 17. und 18. August 1812 im Verlauf des napoleonischen Russlandfeldzugs zwischen Truppen der russischen Armee unter dem Kommando von General Wittgenstein einerseits und Truppen des französischen Kaiserreichs und des Königreichs Bayern unter dem Kommando von Charles Nicolas Oudinot andererseits bei Polozk (Lage) statt. Für Wittgenstein galt es, den Vormarsch der Franzosen auf Sankt Petersburg. aufzuhalten. Diese erste Schlacht bei Polozk muss von der zweiten Schlacht von Polozk unterschieden werden, die zwei Monate später nahezu an der gleichen Stelle stattfand.

## Vorgeschichte
Nach der Schlacht bei Kljastizy (30./31. Juli) und einigen kleineren verlorenen Scharmützeln zog sich das französische II. Korps unter Marschall Oudinot über die Drissa nach Polozk zurück. Er stützte sich auf die dort stehenden bayerischen Hilfstruppen und besetzte beide Ufer der Düna.

## Erster Schlachttag am 17. August
Am frühen Morgen des 17. August griff das russische I. Korps unter Graf Wittgenstein die französischen Positionen in der Nähe der Ortschaft Spas an und zwang die Franzosen zum Rückzug. Oudinot beorderte daraufhin Verstärkungen in den angegriffenen Abschnitt und konnte so den Angriff zurückschlagen. Bei Einbruch der Dunkelheit waren beide Seiten bemüht, ihre Stellungen zu halten. Oudinot war verwundet worden und wurde gezwungen, das Kommando an Laurent de Gouvion Saint-Cyr, den Kommandierenden General des französisch-bayerischen VI. Korps, abzugeben.

## Zweiter Schlachttag am 18. August
Am nächsten Morgen unternahm Saint-Cyr einen Generalangriff. Etwa 5.000 Bayern unter Karl von Vincenti besetzten Spas und gingen längs der Polota, einem rechten Nebenfluss der Düna, in Stellung. Es war gelungen, Wittgenstein über die tatsächliche Position des Angriffs zu täuschen, und die Franzosen griffen plötzlich die linke Flanke der Russen an. Am Anfang verlief der Angriff erfolgreich, die Franzosen trieben die Russen vor sich her und erbeuteten sieben Kanonen. Von Spas aus ließ General Deroy morgens angreifen und warf die feindlichen Vorposten zurück, wurde allerdings von Kavallerie und Artillerie so eingedeckt, dass er nach Spas ausweichen musste. General Deroy erkannte die Gefahr einer Umgehung und ließ das eben eingetroffene 4. Linien-Infanterie-Regiment auf einer Anhöhe aufmarschieren, wo es die russische Armee mit zusammengefasstem Bataillonsfeuer sofort zum Stehen brachte. Deroy ließ mit aufgepflanzten Bajonett zum Angriff antreten, bei der Verfolgung der Russen traf ihn eine Musketenkugel im Unterleib. Er gab trotz seiner tödlichen Verwundung noch die entscheidenden Befehle und ließ sich erst vom Gefechtsfeld tragen, als er den Sieg für entschieden hielt.
Als die russische Niederlage unausweichlich schien, gelang es Wittgenstein, mit seiner Kavallerie einen Gegenangriff durchzuführen. Die Franzosen waren daraufhin gezwungen, ihren Angriff abzubrechen und sich wieder zurückzuziehen. Wittgenstein seinerseits zog sich zum Flüsschen Drissa zurück. Für die nächsten zwei Monate unternahm keine der beiden Seiten einen ernsthaften Versuch, das Gleichgewicht der Kräfte zu stören. Es ergab sich eine Pattsituation, die die Pläne der Franzosen, nach Nordrussland zu marschieren, durchkreuzte.

## Verluste
Die französisch-bayerischen Verluste betrugen etwa 6000 Mann an Gefallenen, Verwundeten und Vermissten, darunter die gefallenen General der Infanterie Bernhard Erasmus von Deroy und Generalmajor Justus Siebein, sowie die verwundeten Generalmajor Karl von Vincenti und Brigadegeneral Clemens von Raglovich. Vincenti starb am 22. Dezember 1812 an den Folgen seiner Verletzungen. In der Stadt befanden sich vier bayerische Spitäler, in einem Palais, zwei Klöstern und einem ehemaligen Kornspeicher. Dort konnten bis zu 900 Soldaten äußerst notdürftig versorgt werden, jedoch lagen die Verwundeten teils auf Strohsäcken und es mangelte an Personal, Medikamenten und Verbandsmaterial. Folglich war die Todesrate unter den Verletzten hoch. Es fehlte an Lebensmitteln, das Trinkwasser war verschmutzt. Alleine in einem Spital verstarben im September 1812 615 Soldaten.
Die Russen hatten 5500 Mann an Verlusten, darunter die verwundeten Generale Berg, Hamen und Kasatschkowski.